# A-4 Skyhawk
Douglas A-4 Skyhawk a fost un avion de atac american, inițial prevăzut să opereze de pe portavioanele United States Navy (română Marina Statelor Unite).   Avionul a fost proiectat și fabricat de către Douglas Aircraft Corporation (mai târziu: McDonnell Douglas) și a fost denumit la început A4D în sistemul de notare al US Navy de dinainte de 1962.
La cincizeci de ani după zborul inaugural al avionului, care a jucat un rol cheie în războaiele din Vietnam, Falkland și de Yom Kippur, aproape 3000 de avioane Skyhawk produse rămân în serviciu în cadrul diferitelor forțe armate din lume, inclusiv în serviciu activ pe portavioane.